# Pieter van der Kemp

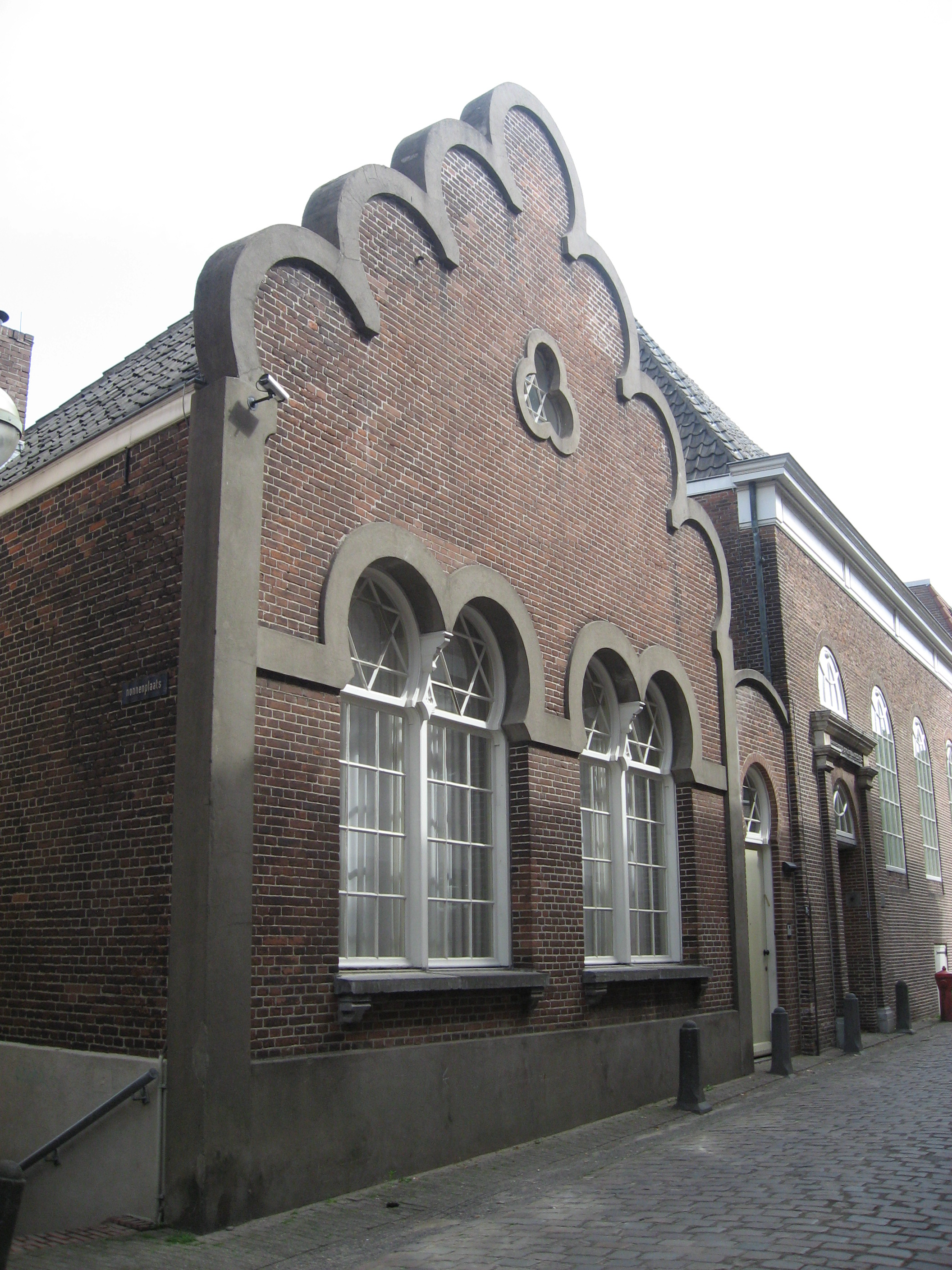
Schooltje a/d Nonnenstraat, 1872-1873

Pieter van der Kemp (Delft, 28 september 1809 - Nijmegen, 1 juni 1881), was een Nederlands architect.
Op 22 oktober 1837 werd Van der Kemp benoemd tot stadsarchitect van Nijmegen. Dit zou hij blijven tot 1880. Na zijn overlijden in 1881 werd hij in die functie opgevolgd door ir. Jan Jacob Weve. Zijn stijl kenmerkt zich door het gebruik van neoclassicistische vormen. Veel van zijn werk is verloren gegaan. Enkele panden die nog resten zijn het voormalige woonhuis van houthandelaar Ten Boven aan de burchtstraat 69-71 (1840-1845), het schooltje van de joodse gemeente aan de Nonnenstraat (1872-1873), en een hervormd catechisatielokaal aan de Piersonstraat (achter plein '44).

## Biografische schets
Al op jonge leeftijd werd Van der Kemp wees. Na het overlijden van zijn ouders kwam hij te wonen in het Delfts weeshuis en later in de Fundatie van Renswoude. In 1828 werd hij toegelaten aan de Haagse tekenacademie. Twee jaar later kwam hij in dienst van de architect der rijksgebouwen Tieleman Franciscus Suys.

## Wetenswaardigheden
- In 1947 werd er een straat naar hem vernoemd in de wijk Bottendaal.

## Enkele werken
- 1838-1839 Nijmegen: Eerste stadsschouwburg a/d Oude Stadsgracht
- 1839-1839 Nijmegen: Sociëteit 'Burgerlust'
- 1839-1839 Nijmegen: Tolhuis a/d Teersdijk
- 1840-1845 Nijmegen: Burchtstraat 69-71
- 1845-1845 Nijmegen: RK Weeshuis a/d Doddendaal
- 1846-1848 Nijmegen: renovatie Oud Burgeren Gasthuis a/d Molenstraat
- 1871-1872 Nijmegen: Openbare School voor Gewoon Lager Onderwijs (Hees)
- 1872-1873 Nijmegen: Schooltje van de joodse gemeente a/d Nonnenstraat
- 1873-1874 Nijmegen: Lijkenhuisje Algemene begraafplaats Stenenkruisstraat
- 1876-1876 Ewijk: Schooltje
- 1879-1879 Nijmegen: Protestants weeshuis a/d Papengas